# Sara Wedlund
Sara Wedlund (née le 27 décembre 1975 à Vällingby et morte le 11 juin 2021) est une athlète suédoise, spécialiste des courses de fond. 

## Biographie
Médaillée d'argent des championnats d'Europe de cross-country 1995, elle remporte le titre européen en 1996 à Charleroi en Belgique, en parcourant les 4,55 km en 17 min 04 s. Elle participe à la finale du 5 000 m des championnats du monde de 1995 et des Jeux olympiques de 1996.

### Palmarès
| Date | Compétition                    | Lieu      | Résultat | Épreuve              | Performance    |
| ---- | ------------------------------ | --------- | -------- | -------------------- | -------------- |
| 1995 | Championnats du monde          | Göteborg  | 9e       | 5 000 m              | 15 min 8 s 36  |
| 1995 | Championnats d'Europe de cross | Alnwick   | 2e       | Individuel (4,3 km)  | 17 min 04 s    |
| 1996 | Jeux olympiques                | Sydney    | 11e      | 5 000 m              | 15 min 22 s 98 |
| 1996 | Championnats d'Europe de cross | Charleroi | 1re      | Individuel (4,55 km) | 17 min 04 s    |

### Records
| Épreuve | Performance   | Lieu      | Date           |
| ------- | ------------- | --------- | -------------- |
| 5 000 m | 15 min 6 s 90 | Stockholm | 8 juillet 1996 |